# Brasiluropoda
Brasiluropoda es una familia de ácaros perteneciente al orden Mesostigmata.

## Especies
- Brasiluropoda Hirschmann & Zirngiebl-Nicol, 1964
  - Brasiluropoda andrassyi Zirngiebl-Nicol & Hirschmann, 1975
  - Brasiluropoda baloghi Zirngiebl-Nicol & Hirschmann, 1975
  - Brasiluropoda brasiliensis Hirschmann, 1977
  - Brasiluropoda eustructura Hirschmann & Zirngiebl-Nicol, 1969
  - Brasiluropoda kaszabi Zirngiebl-Nicol & Hirschmann, 1975
  - Brasiluropoda lindquisti Hirschmann, 1977
  - Brasiluropoda loksai Zirngiebl-Nicol & Hirschmann, 1975
  - Brasiluropoda mahunkai Zirngiebl-Nicol & Hirschmann, 1975
  - Brasiluropoda ovalis Hirschmann & Zirngiebl-Nicol, 1969
  - Brasiluropoda peruensis Hiramatsu, 1981
  - Brasiluropoda schubarti Hirschmann & Zirngiebl-Nicol, 1969
  - Brasiluropoda stammeri Hirschmann & Zirngiebl-Nicol, 1969
  - Brasiluropoda structura Hirschmann & Zirngiebl-Nicol, 1969
  - Brasiluropoda willmanni Hirschmann & Zirngiebl-Nicol, 1969